# Força Nacional de Apoio Técnico de Emergência
A Força Nacional de Apoio Técnico de Emergência, por vezes denominada Força Nacional contra Desastres Naturais, é um organismo interministerial brasileiro para prevenção de desastres naturais e reconstrução de municípios atingidos. A intenção é que um grupo de cinquenta técnicos — 35 geólogos e 15 hidrólogos — trabalhe de modo complementar ao Centro Nacional de Monitoramento e Alertas de Desastres Naturais (Cemaden).
Esta Força Nacional teve sua criação determinada pela ex Presidente da República Dilma Rousseff, sendo anunciada em 9 de janeiro de 2012 pelo Ministro da Integração Fernando Bezerra, em coletiva à imprensa no Palácio do Planalto, na Capital Federal.
| “ | Uma força-tarefa de 50 especialistas que serão alocados nas regiões de mais alto risco [que estão], neste primeiro momento, nos estados do Rio de Janeiro, Minas Gerais e Espírito Santo. | ” |
|   | — Ministro da Integração Fernando Bezerra, 9 de janeiro de 2012.. |   |

O anúncio foi feito em meio a grandes enchentes no Centro-Sul do Brasil, em especial nos estados do Espírito Santo, Minas Gerais e Rio de Janeiro. Tais eventos foram alvo de grande cobertura da mídia nacional. Na ocasião, 2,5 milhões de brasileiros já haviam sido afetados pelas chuvas de verão.